# Linguicide
 (août 2011).
Si vous disposez d'ouvrages ou d'articles de référence ou si vous connaissez des sites web de qualité traitant du thème abordé ici, merci de compléter l'article en donnant les références utiles à sa vérifiabilité et en les liant à la section « Notes et références ».
Le linguicide est l'élimination concertée d'une ou de plusieurs langues par des mesures politiques explicites. Les États, sans prendre de mesures administratives, disposent de plusieurs instruments d'exécution dont les plus connus sont l'armée, l'école et les médias. Le phénomène de mort des langues peut aussi coïncider avec un ethnocide, c'est-à-dire la destruction d'une culture.

## Description
Pour un État, mener une politique linguistique linguicide consiste :
- à inciter les locuteurs d'une langue (généralement différente des langues officiellement reconnues par cet État) à ne pas transmettre leur langue à leur progéniture,
- à ne pas assurer l'enseignement dans une langue de cet État,
- à ne pas permettre l'usage public d'une langue,
- à promouvoir exagérément une langue voisine ou géographiquement voisine de celle à faire disparaître[réf. nécessaire].

La politique linguistique de la France vis-à-vis de ses langues régionales a pu être décrite comme linguicide.

## Cas notables

### France

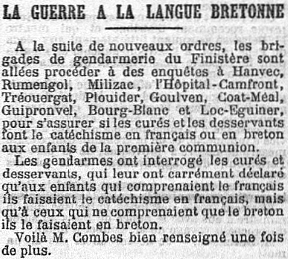
Campagne de la Troisième République pour interdire l'usage de la langue bretonne par le clergé (journal La Croix du 25 novembre 1903).

L'ambition affichée de l'État français, en particulier sous la Troisième République, de lutter contre les langues régionales à l'instar des langues d'oïl, des langues d'oc, du basque, du breton, du catalan, du corse, du flamand et plus tard de l'alsacien, notamment par le refus de tout type reconnaissance officielle et par l'interdiction explicite de les parler dans les établissements scolaires, a souvent été décriée comme « linguicide ».
En 2008, l'opposition de l'Académie française à tout type de reconnaissance des langues régionales dans la constitution fut perçue par certains défenseurs des langues régionales comme étant « linguicide ».

### Russie
Sous l'Empire russe, plusieurs politiques de russification sont entreprises, notamment en Pologne et Finlande.

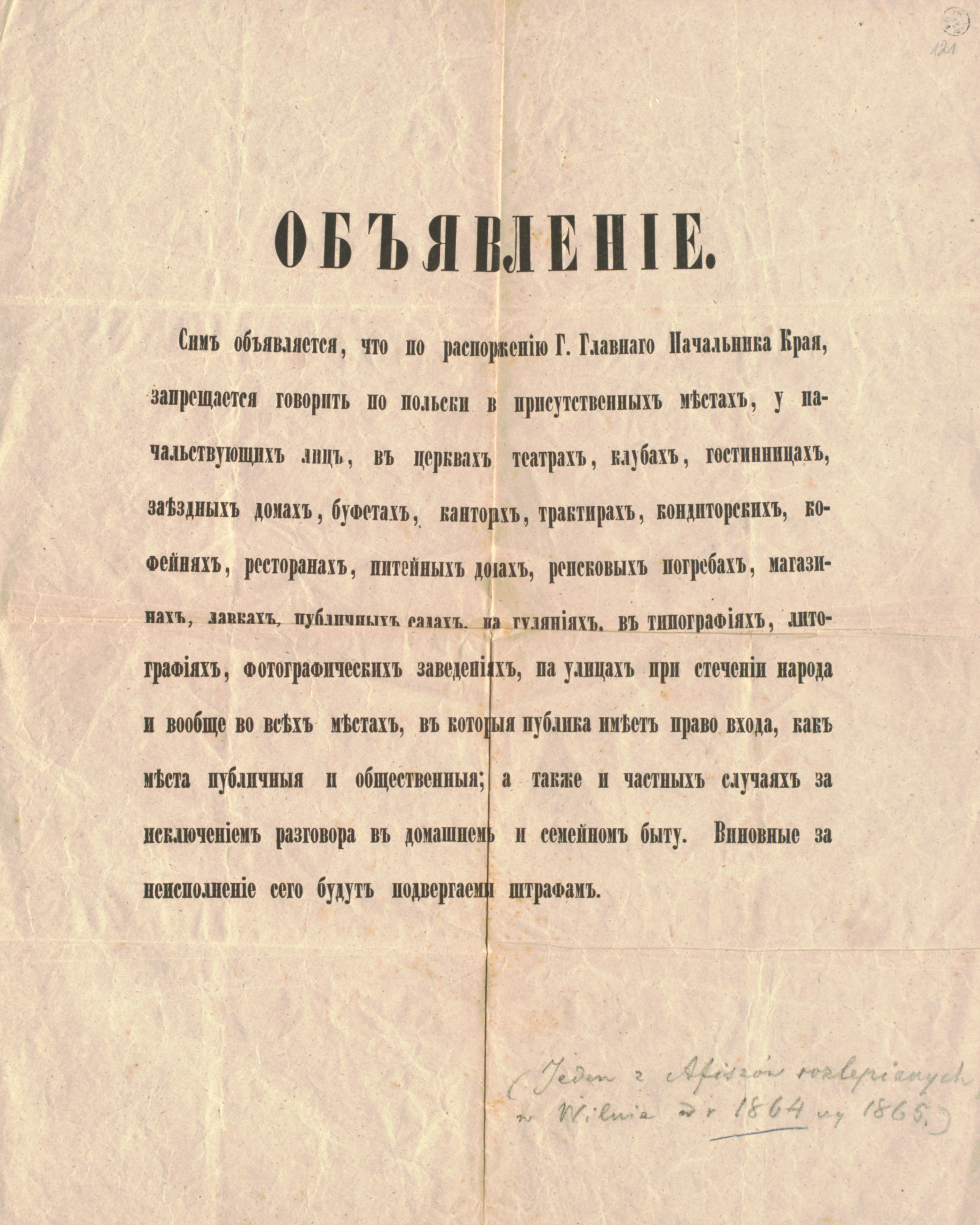
Avis des autorités impériales russes interdisant de parler polonais dans les lieux publics (1864).

### Turquie
La détermination de l'Etat turc à imposer le turc comme seule langue nationale au détriment du kurde entre autres est régulièrement décrite comme étant linguicide.

### Ukraine
L'Ukraine est historiquement un pays bilingue, l'ukrainien étant sa langue officielle mais le russe restant dominant dans la vie quotidienne, en particulier au Sud et à l'Est du pays. Le mélange des deux langues donne naissance au sourjyk, un patois mixte composé de mots originaires des deux langues.
Lors de l'invasion russe entamée en 2022, des opérations de russification sont engagées dans les régions occupées de Louhansk, Donetsk, Kherson et Zaporijjia, ainsi qu'en Crimée. Les manuels scolaires correspondant aux programmes ukrainiens sont détruits et l'apprentissage de l'ukrainien est remplacé par celui du russe, ce qui fait dire au médiateur chargé de la protection de la langue ukrainienne, Taras Kremin, qu'un « processus de linguicide » est organisé par la Russie.
Cependant, l'invasion incite également des personnalités, notamment sportives, de premier plan — Andriy Chevtchenko, Oleksandr Usyk — à s'exprimer, par fierté, en ukrainien. Elle donne donc lieu à une mise en lumière de cette langue.

### Chine
De nombreux témoignages  indiquent qu'une politique agressive de modification des habitudes linguistiques est en cours au Tibet, avec ostracisation des Tibétains (notamment les anciens) ne parlant pas chinois (mandarin). Cette politique se décline notamment dans les écoles et pensionnats où l'enseignement se fait quasiment uniquement en chinois, les panneaux des lieux sont remplacés par des panneaux en chinois, les documents administratifs sont en chinois ainsi que la majorité des médias. Plusieurs professeurs de tibétain ont été menacés ou emprisonnés et les monastères bouddhistes qui proposaient des cours gratuits de tibétain se sont vus donner l'ordre de cesser. Une tentative de faire connaitre, au niveau international, le Tibet sous son nom chinois de "Xizang" est en cours.
Des efforts similaires de remplacement des langues traditionnelles par le chinois ont été constatés concernant les Ouïghours et les Mongols.